# Karl Tenison
Karl Jakovlevitj Tenison, ryska: Карл Яковлевич Тенисон, född 18 januari 1897 i Wolmars krets, Guvernementet Livland, Kejsardömet Ryssland, död 10 september 1938 i Moskva, var en lettisk (sovjetisk) major inom NKVD.

## Karriär
Tenison var ursprungligen snickarlärling i Riga. Han tjänstgjorde vid ett kulspruteregemente vid fronten under första världskriget 1916–1917. Efter Lettland invaderades av Sovjetunionen 1919 arbetade Tenison som polis och anslöt sig till 1920 OGPU. 1921–1923 ledde han en gränspatrullavdelning i Pskov oblast, var 1923–1924 chef för GPU i Vitsebsk och tjänstgjorde 1924–1926 i Smolensk. Efter att ha tjänstgjort vid olika avdelningar blev han 1931 chef för GPU i Mazyr och 1933 i Homel. I början av 1935 förflyttades han till NKVD i Vitryska SSR och blev kort därpå assisterande chef för NKVD i Östsibiriska territoriet. Han utnämndes i december 1935 till chef för NKVD i Karelska ASSR och var mellan februari 1937 och januari 1938 folkkommissarie för inrikes ärenden där.
Den 31 januari 1938 avsattes Tenison som NKVD-chef och var fram till mars chef för skogsavdelningen inom Gulag. Han greps den 28 april 1938, anklagad för att ingå i en lettisk kontrarevolutionär organisation. Utredningen mot Tenison hann inte avslutas, då han avled på Butyrkafängelsets sjukhus efter ett tortyrförhör. I Karelen hade Tenisons efterträdare Stepan Matuzenko inlett en utrensning av hans närmaste män.

## Delaktighet i stora utrensningen
Tenison tillsattes som NKVD-chef av sin nära förbundne Leonid Zakovskij i Leningrad bara en månad efter att Edvard Gylling avpolletterats. NKVD blev mäktigare i republiken och började deportera invånare från gränstrakterna. NKVD lade sig i ekonomin och för Jezjov förklarade Tenison att timmerstrusten Karelles produktionsnedgång berodde på att hela ledningen för trusten bestod av kontrarevolutionärer.
Tenison deltog aktivt i stora utrensningen i Karelen. Från augusti 1937 ingick Tenison i den regionala NKVD-trojkan tillsammans med distriktsåklagare Georgij Michajlovitj och Karelens partisekreterare Pjotr Irklis samt dennes efterträdare Michail Nikolskij och Nikolaj Ivanov. Trojkan utfärdade dödsdomar och fängelsedomar enligt order 00447 mot kulaker och antisovjetiska element. Tenison fokuserade på att förfölja finnar och utpekade republikens förra ledare, Edvard Gylling och Kustaa Rovio, som ledare för en kontrarevolutionär nationalistisk organisation. Gylling och Rovio greps i Moskva, men Tenison lyckades inte få dem skickade till Karelen.
Inför valen på hösten 1937 förklarade Tenison i pressen att den finska borgerliga konspirationen infiltrerade väljarkåren i Karelen och att den hotade sabotera valen. I december 1937 hölls 20-årsfirandet av säkerhetstjänstens bildande på nationalteatern i Petrozavodsk. Tenison påstod i sitt tal där att folkförrädare och spioner fanns inom kulturen och skogsindustrin, men att NKVD skulle avslöja dem.
Tenison upprättade register över illegala finska invandrare, invandrare från USA och Sverige samt medlemmar i finska kommunistpartiet och ryska kommunistpartiet. Fram till den 10 januari 1938 hade NKVD-trojkan i Karelen gripit 5 340 personer, varav över 1 200 anklagades för spioneri för främmande makt. Av de gripna var 874 finnar. I början av 1938 skulle NKVD genomföra gripanden av uppemot tio etniciteter, inklusive letter. Den aktionen hann bara påbörjas när Tenison avsattes.